# Karl Wilhelm Finck von Finckenstein
Karl Wilhelm Reichsgraf Finck von Finckenstein (11 de febrero de 1714 - 3 de enero de 1800) fue un conde del Sacro Imperio Romano Germánico, un diplomático prusiano, y posteriormente ministro-presidente de Prusia.

## Familia
Era hijo del conde Albrecht Konrad Finck von Finckenstein, quien era mariscal de campo y también gobernador del príncipe de la Corona de Prusia, el futuro rey Federico II. Finckenstein estudió en Ginebra, después de lo cual viajó por Francia y los Países Bajos. En 1735 fue designado para el servicio diplomático prusiano.

## Carrera
Federico II, quien se convirtió en rey en 1740, conocía bien a Finckenstein desde la infancia y tenía gran confianza en él. En 1740 Federico lo envió como ministro a Suecia, después a Dinamarca, y en 1742 a Gran Bretaña. En 1744 fue enviado de nuevo a Suecia cuando la hermana de Federico, Luisa Ulrica, contrajo matrimonio con Adolfo Federico de Suecia. En 1747, Finckenstein fue nombrado ministro de Estado y fue enviado a Rusia.
Retornó a Prusia en 1749 donde fue nombrado ministro del Gabinete y posteriormente en el consejero de mayor confianza del rey.
Durante la guerra de los Siete Años, Federico emitió un decreto secreto el 10 de enero de 1757 que designaba a Finckenstein como regente de Prusia "en el caso de su muerte o captura".
Después del fin de la guerra de los Siete Años Finckenstein tuvo el control exclusivo de las relaciones exteriores de Prusia y también tuvo una influencia predominante sobre el rey. Esto continuó tras la muerte de Federico en 1786 bajo su sucesor Federico Guillermo II, y hasta la muerte de Finckenstein en 1800.
En 1785 negoció el Tratado de Amistad y Comercio prusiano-americano con el embajador de los Estados Unidos en Francia, Thomas Jefferson (1785-1789), y lo renovó en 1799 después de negociaciones con el embajador de Estados Unidos en Prusia John Quincy Adams (1797-1801).
El Tratado fue firmado para promover el libre comercio y se convirtió en un hito para subsiguientes acuerdos y tratados de libre comercio. Fue el primero firmado por una potencia europea con los Estados Unidos tras la guerra de Independencia Americana. El reino de Prusia se convirtió por lo tanto en una de las primeras naciones en reconocer oficialmente la joven república americana. Adicionalmente, el Tratado exigía incondicionalmente el trato humano a los prisioneros de guerra, una novedad en aquel tiempo.
Finckenstein murió el 3 de enero de 1800. Tenía 85 años de edad y había sido ministro de Estado durante 53 años. Era caballero de la Orden del Águila Negra, la orden prusiana más elevada.